# فرمان ابوسعید بهادرخان به خانواده شیخ زاهد گیلانی
فرمان ابوسعید بهادرخان به خانوادهٔ شیخ زاهد گیلانی عنوان یک فرمان حکومتی از سوی ابوسعید بهادرخان ایلخانی (حک. ۱۳۳۵–۱۳۱۶) به منظور پایان دادن به مناقشهٔ جانشینی شیخ زاهد گیلانی (۱۳۰۱–۱۲۱۸) مرشد طریقت زاهدیه است. بدرالدین محمود، نوهٔ شیخ زاهد گیلانی، معتقد بود که پس از درگذشت پدرش، جمال‌الدین علی، جانشینیِ جدش حق او بوده اما عموی ناتنی‌اش، شمس‌الدین محمد، اموال موروثی را تصرف کرده و قصد تصاحب ریاست را نیز داشته است. این فرمان از سوی ابوسعید در سال ۷۲۰ هـ.ق / ۱۳۲۰ م. به خط اویغوری–مغولی و در پاسخ به شکایت بدرالدین محمود صادر شد و چهار تن از امرای بزرگ ایلخانی با امضای خود، فرمان را تصدیق کردند. بدرالدین محمود در شکایت خود، به یک فرمان حکومتی استناد کرده بود که سند اثبات مدعای او بود و ابوسعید نیز بر همان اساس، شکایت او را پذیرفته بود. در حال حاضر، اثری از فرمان نخستین در دست نیست.
فرمان ابوسعید برای نخستین بار در سال ۱۹۳۶ توسط پل پلیو باستان‌شناس فرانسوی در موزهٔ ملی ایران شناسایی و در مجموعهٔ آثار ایران معرفی شد. فرانسیس وودمن کلیوز زبان‌شناس آمریکایی، با همکاری چندین زبان‌شناس و مورخ طی سال‌های ۱۹۴۸ تا ۱۹۵۳ برای خواندن و ترجمهٔ این سند مغولی تلاش کرد که تأیید فرضیهٔ نگارش صحیح اسم ابوسعید به صورت «بوسَعید» از مهم‌ترین یافته‌های او در این سند تاریخی بود. ولادیمیر مینورسکی مورخ روسی نیز با مطالعه بر روی نام ملک احمد که در متن فرمان آمده، نخستین پژوهش دربارهٔ تاریخ حکومت نیمه‌مستقلِ اسپهبدان و ارتباط آن با تالش صفوی را در سال ۱۹۵۴ ارائه نمود. با وجود پژوهش‌های مفصلِ کلیوز و مینورسکی، همچنان نتایج جدیدی از مطالعه بر روی سند مذکور به دست می‌آید. طی یکی از پژوهش‌ها بر روی فرمان ابوسعید، ابوالعلاء سودآور سندپژوه ایرانی در سال ۲۰۰۳ اثبات کرد که روایت کتاب صفوةالصفا از انتقال جانشینی شیخ زاهد گیلانی به دامادش شیخ صفی‌الدین اردبیلی، یک جعل تاریخی است.

## شناسایی سند
آندره گُدار (۱۹۶۵–۱۸۸۱) باستان‌شناس فرانسوی که بنیان‌گذار و مدیر ادارهٔ عتیقیّات (بعدها ادارهٔ کل باستان‌شناسی) ایران بود، مجموعهٔ نشریه‌ای ادواری به زبان فرانسوی با نام آثار ایران از سال ۱۹۳۶ با هدف معرفی آثار باستانی ایران منتشر کرد. یکی از مقاله‌های منتشر شده، مقاله‌ای از پُل پِلیو (۱۹۴۵–۱۸۷۸) باستان‌شناس فرانسوی با نام «اسناد مغولی موزهٔ تهران» بود که به معرفی سه سند دوران حکومت ایلخانان در موزهٔ ملی ایران اختصاص داشت. فرمان ابوسعید بهادرخان در سال ۷۲۰ هـ.ق / ۱۳۲۰ م. یکی از سه فرمان فوق است. البته ولادیسلاو کوتویچ (۱۸۷۲–۱۹۴۴) شرق‌شناس لهستانی در مقاله‌ای که همان سال نوشته بود، احتمال داد که فرمان یافته‌شده توسط پلیو، در سال ۱۳۰۱ از سوی غازان خان (حک. ۱۳۰۴–۱۲۹۵) صادر شده باشد. پلیو اسناد فوق را به صورت پراکنده و قطعه‌قطعه یافته بود. او احتمال ضعیفی قائل بود که این سه سند مرتبط به یکدیگر باشند.

## تاریخ ایجاد
تاریخ و مکان صدور فرمان در انتهای آن ذکر شده است: 
مکتوب ما، به سال ۷۲۰، سال میمون، در ماه میانهٔ فصل پاییز، در هشتمین روز بعد از بدر ماه، آن‌گاه که در سلطانیه بودم نوشتم.
 سال ۷۲۰ هجری قمری مطابق با ۱۳۲۰ میلادی است. اما تاریخ یادشده به‌صورت بیست‌ودومین روز از ماه هشتم را نباید از روی گاه‌شماری هجری محاسبه کرد بلکه باید از گاه‌شماری مغولی که یک گاه‌شماری شمسی–قمری بوده و شباهت بسیاری به گاه‌شماری چینی دارد، استفاده کرد. براساس محاسبات پلیو، تاریخ صدور فرمان تقریباً معادل ۲۴ سپتامبر ۱۳۲۰ بوده با این حال باید توجه شود که ممکن است اختلاف جزئی با تاریخ حقیقی صدور فرمان داشته باشد زیرا تا زمان نگارش مقالهٔ پلیو، محاسبات ریاضی برای تطبیق دقیق گاه‌شماری چینی با گاه‌شماری میلادی صورت نگرفته بود.

## یادداشت
1. ↑  Athār-é Īrān: Annales du service archéologique de l’Īrān